# Reinhard Drewitz
Reinhard Drewitz (* 7. Dezember 1882; † 26. August 1955) war ein deutscher Segelsportler, Bootskonstrukteur und vielfacher Meister im Jollensegeln. Er prägte den Segelsport in Deutschland über Jahrzehnte mit und war für seine technischen Innovationen und sportlichen Erfolge bekannt.

## Leben
Bereits im Alter von sechs Jahren begann er in einem selbst umgerüsteten Ruderkahn mit dem Segeln. 1907 entwarf er sein erstes eigenes Boot, eine sogenannte „10er Scharpiejolle“, die sich durch ihre herausragende Geschwindigkeit von anderen Jollen ihrer Zeit abhob. 
In den folgenden Jahren widmete sich Drewitz der Entwicklung und Konstruktion zahlreicher Jollenklassen. Zu seinen bekanntesten Entwürfen zählen die nationale 22er Jolle, die Schweriner Einheitsjolle und verschiedene Jollenkreuzer. Besonders bekannt wurde seine 15 m² Wanderjolle „Heilige Latte“, mit der er 1951 den Berliner Meistertitel gewann.
Drewitz nahm auch an zahlreichen Wettbewerben teil und konnte während seiner aktiven Zeit zahlreiche Titel erringen. 1936 wurde er Deutscher Meister in der 20 m² Rennjolle, 1940 und 1941 in der 22 m² Rennjolle. Noch im Alter von 70 Jahren gewann er die Berliner Meisterschaft in der H-Jollen-Klasse.
Seine Entwürfe und Innovationen haben den Segelsport nachhaltig beeinflusst. Drewitz’ erfolgreichstes Boot, die 20 m² Rennjolle „Agra“, erzielte in 51 Wettfahrten 48 Siege und erreichte einmal eine Geschwindigkeit von 50,5 km/h. Seine Konstruktionen zeichneten sich durch technische Präzision und Leistungsfähigkeit aus.